# Isle of Portland
Die Isle of Portland ist ein 6,4 km langer und 2,4 km breiter Kalkstein-Felsen im Ärmelkanal. Sie liegt nahe Weymouth in Dorset und gehört zum Verwaltungsbezirk Weymouth and Portland mit einer Bevölkerung von 65.076 Einwohnern (Stand: 2011), davon entfallen auf Weymouth 52.232 Einwohner (Stand: 2011) und auf Portland 12.844 Einwohner (Stand: 2011). Die ehemalige Insel ist über Chesil Beach, eine schmale, natürliche Landbrücke mit dem Festland verbunden und daher eine Halbinsel. Außerdem wird sie durch eine Straßenbrücke der A354 mit Weymouth verbunden. Als ein Teil der Jurassic Coast ist die Isle of Portland wie der gesamte Abschnitt der englischen Südküste als Weltnaturerbe ausgewiesen.
Auf der Isle of Portland befinden sich mehrere Orte. Die größten sind Fortuneswell und Easton. Weitere Ortschaften sind Weston, Southwell, Castletown und Grove.

## Geschichte
Portland ist mindestens seit der Mittelsteinzeit bewohnt. Es gibt deutliche Hinweise darauf, dass sich damals Menschen in Portland Bill, dem südlichsten Punkt der Insel, niedergelassen haben. Die Römer sollen die Insel Vindilis genannt haben; allerdings sind dafür keine Belege vorhanden. Der Schriftsteller Thomas Hardy nannte Portland in seinem letzten Roman, The Well-Beloved (deutsch etwa: Die Vielgeliebte), „Insel der Steinschleuderer“ (The Isle of Slingers). In früheren Zeiten waren die Inselbewohner als Meister im Steinschleudern bekannt. Hardys Roman ist eine literarische Liebeserklärung an die Insel. In der Angelsächsischen Chronik wird Portland im Jahr 787 als jener Ort vermerkt, an dem die Wikinger ihren ersten Raubzug nach England (6 Jahre vor Lindisfarne) unternahmen.
König Heinrich VIII. ließ 1539 das Portland Castle errichten, um Angriffe der Franzosen abzuwehren. Die Baukosten dafür beliefen sich auf 4964 Pfund Sterling. Portland Castle gilt als eine der am besten erhaltenen Festungen jener Zeitperiode und ist heute für Touristen zugänglich.
Im Domesday Book wird die Insel als „Besitz des Königs“ vermerkt. Die meisten der Steinbrüche, durch die Portland bekannt wurde, befanden sich ebenfalls im Besitz der Krone. Das Besondere des Gesteins ist neben der hellen Farbe die „oolithische Struktur“. Sie entsteht in warmem kalkübersättigtem Flachwasser mit gleichmäßiger Wellenbewegung. Rund um einen Kristallisationskeim (z. B. einem Sandkorn) lagert sich Kalk in konzentrischen Schichten ab und lässt, ähnlich wie bei einer Perle, einen kugelförmigen Ooid entstehen. Wenn viele dieser Kugeln anschließend zu einem Gestein verfestigt werden, entsteht ein „oolithischer Kalkstein“.
Nach dem großen Brand von London verwendete Christopher Wren sechs Millionen Tonnen Kalkstein aus Portland, um die Stadt wieder aufzubauen. Bekannte Gebäude, die mit diesem Gestein errichtet wurden, sind unter anderem die St Paul’s Cathedral in London und das UN-Hauptquartier in New York. Nach dem Ersten Weltkrieg wurde ein Steinbruch eröffnet, der Gestein für das Londoner Kenotaph und eine halbe Million Grabsteine lieferte. Der Portland-Kalkstein wird heute noch verwendet, um bekannte Gebäude zu renovieren; ein aktuelles Beispiel ist das British Museum. Der Portland-Zement erhielt seinen Namen nach seiner farblichen Ähnlichkeit mit dem Portland-Kalkstein.

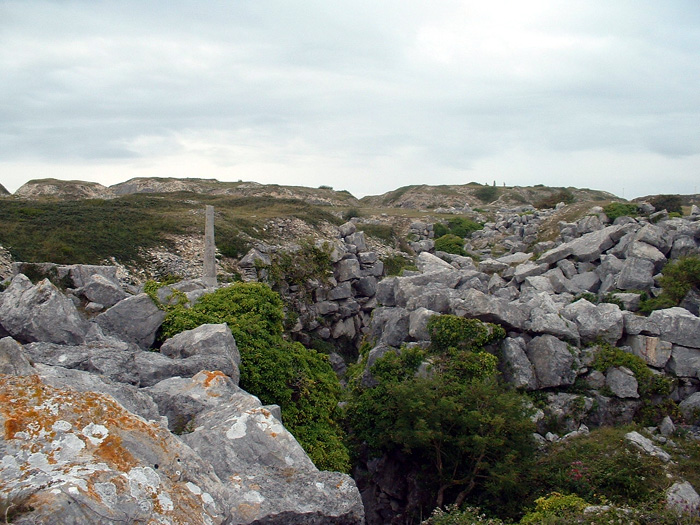
Einer der zahlreichen ehemaligen Steinbrüche, heute ein vielbesuchter Skulpturenpark

Portland Harbour ist mit einer Fläche von 9 km² der größte künstliche Hafen der Welt. 1849 legte Prinz Albert den Grundstein. 1872 setzte Eduard, Prince of Wales (der spätere König Eduard VII.) den letzten Stein der ersten Bauphase. Die Wellenbrecher wurden zwar von privaten Baufirmen errichtet, doch sämtliche Steine wurden von Strafgefangenen herausgebrochen. Beim Bau verloren 22 Männer ihr Leben. Die Wellenbrecher bestehen aus 5.731.376 Tonnen Stein.
Vor der Insel kam es immer wieder zu Schiffsunglücken. Am 11. September 1877 kam es zur Kollision der Bark Avalanche mit der Forest. Beide Schiffe sanken; 106 Menschen starben. Am 15. April 1918 wurde der Dampfer Pomeranian von einem deutschen U-Boot versenkt, 55 Menschen kamen ums Leben.
Am 16. Juli 1914 wurde die britische Home Fleet mit 460 Schiffen hier versammelt und hielt vor der Insel Manöver ab. Die am 26. Juli vorgesehene Aufhebung der Probemobilmachung wurde verschoben. Der Erste Weltkrieg begann am 28. Juli 1914. Während des Zweiten Weltkriegs war auf der Insel und im Hafen ein großer Teil der Royal Navy stationiert. Aus diesem Grund war Portland häufig Ziel von Luftangriffen. Am 16. Juni 1950 kam es im Hafen zu einem Unfall. Das U-Boot Sidon der Royal Navy wurde durch eine Torpedoexplosion schwer beschädigt. 13 Besatzungsmitglieder kamen ums Leben.
Nach dem Ende des Kalten Krieges wurde die Marinebasis geschlossen, die Basis der Royal Air Force im Jahr 1998. Auf der Insel existieren noch immer ein Gefängnis und eine Jugendstrafvollzugsanstalt. Von 1997 bis 2006 gab es hier außerdem das einzige britische Gefängnisschiff, die HMP Weare. Heute wird der Hafen von der privaten Gesellschaft Portland Port betrieben.
Am südlichen Ende des Hafens entstand zu Beginn des 21. Jahrhunderts die Weymouth and Portland National Sailing Academy, das nationale Segelzentrum. Hier fanden die Segelwettbewerbe der Olympischen Sommerspiele 2012 statt. Portland und Weymouth gelten als bestes Segelgewässer in ganz Europa.
Am südlichen Ende der Insel, Portland Bill, befindet sich der Portland Bill Leuchtturm, der seit 1996 vollständig computergesteuert ist. Die früheren Leuchttürme befinden sich etwas landeinwärts. Einer davon ist heute ein wichtiges Vogelbeobachtungszentrum.
In der britischen Kletterszene ist die Insel bekannt für ihre zahlreichen und bestabgesicherten Sportkletterrouten.

## Sprachtaburabbit
Auf Portland gelten seit mehr als hundert Jahren Kaninchen als Unglücksboten. Es etablierte sich insofern ein Sprachtabu, als dass diese Tiere nicht mit dem Wort rabbit, sondern mit den Ausdrücken underground mutton („unterirdische Hammel“), furry things („Pelzdinger“) oder bunny („Häschen“) benannt werden. Die Furcht vor der Verwendung des Wortes scheint auf die Arbeiter in den dortigen Steinbrüchen zurückzugehen. Da vor einem Steinschlag die Kaninchen ihren Bau verließen, wurden diese als Unglücksboten der teilweise tödlichen Steinschläge betrachtet. Außerdem kam im Jahr 1905 ein Kranfahrer ums Leben, als der Boden wegen der zahlreichen Kaninchenbaue nachgab. Sobald die Tiere in den Steinbrüchen gesehen wurden, legten die Beschäftigten ihre Arbeit so lange nieder, bis die „Sicherheit wiederhergestellt wurde“.
Das Sprachtabu wurde im Oktober 2005 in Großbritannien landesweit bekannt. In den Medien wurde berichtet, dass der Film Wallace & Gromit – Auf der Jagd nach dem Riesenkaninchen (Originaltitel: Wallace & Gromit: The Curse of the Were-Rabbit) auf Plakaten in Portland aus Respekt vor dem örtlichen „Aberglauben“ mit dem Slogan Something bunny is going on beworben wurde.

## Portland-Schaf
Die Halbinsel ist Ursprungsort der Portland-Schafe, einer kleinen, sehr genügsamen Schafrasse, die für ihr wohlschmeckendes Fleisch bekannt ist. Auf der Halbinsel konnte sich diese Rasse über Jahrhunderte ungestört entwickeln. Bedingt durch den Kalkstein-Abbau auf der Insel ging die Zahl der gehaltenen Schafe jedoch zunehmend zurück, die letzte auf der Halbinsel gehaltene Herde wurde 1913 verkauft. Der Fortbestand der Rasse, die als immer noch bedroht gilt, wurde durch den Rare Breeds Survival Trust gesichert.

## Galerie

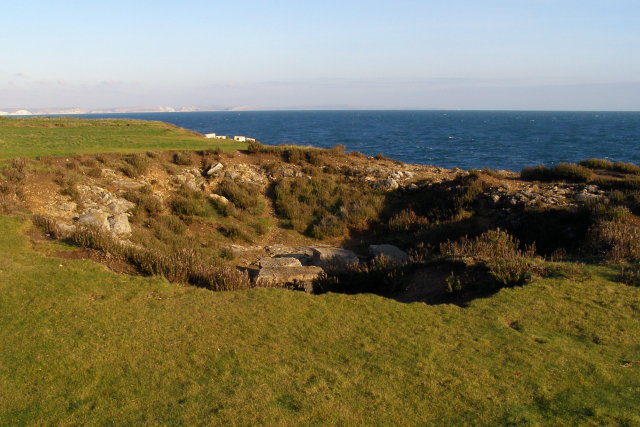
Cave Hole
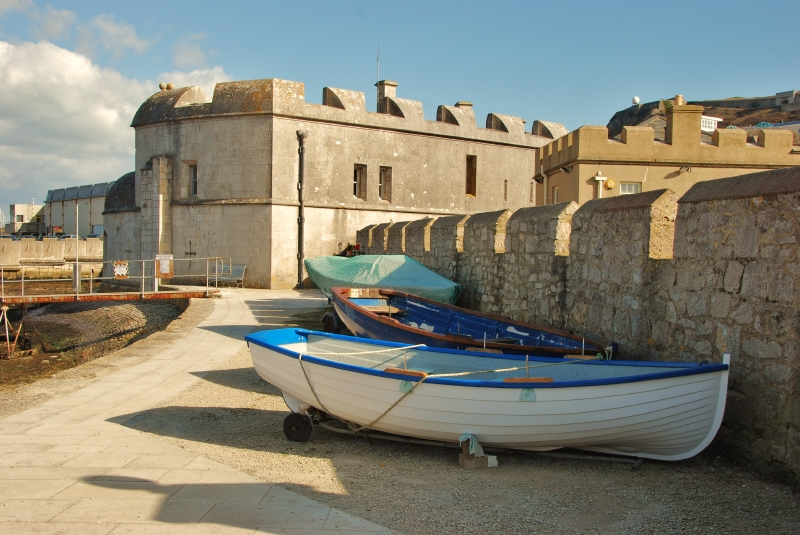
Portland Castle, von der Hafenseite aus gesehen
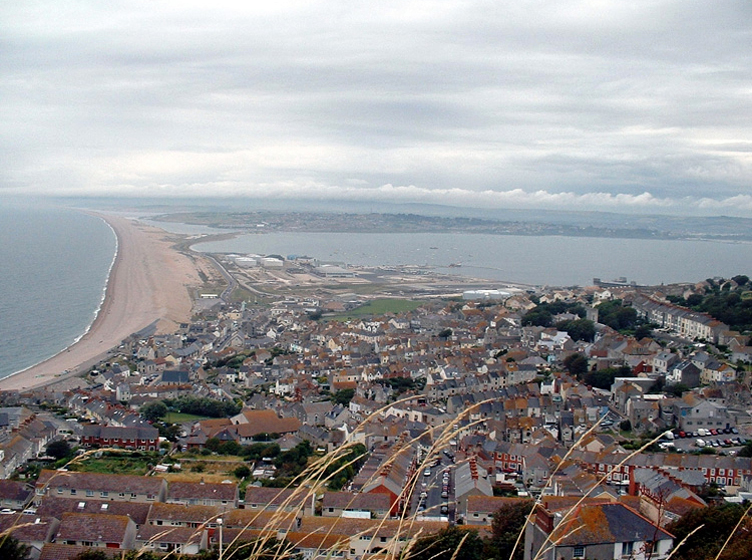
Chesil Beach … 1)
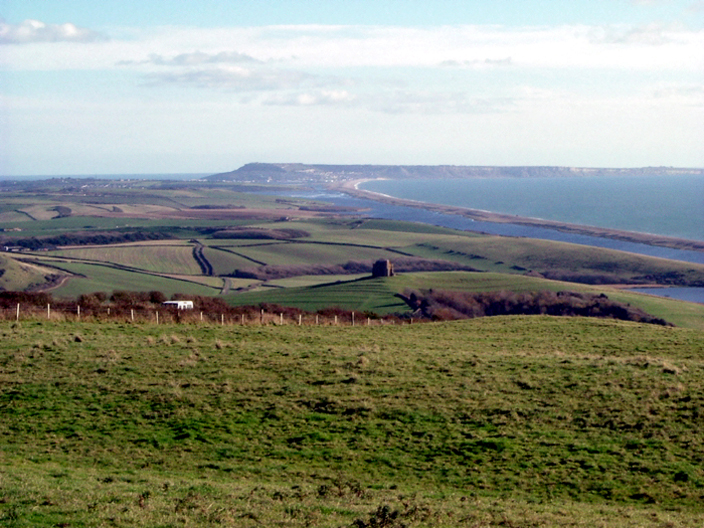
Blick auf Portland, … 2)
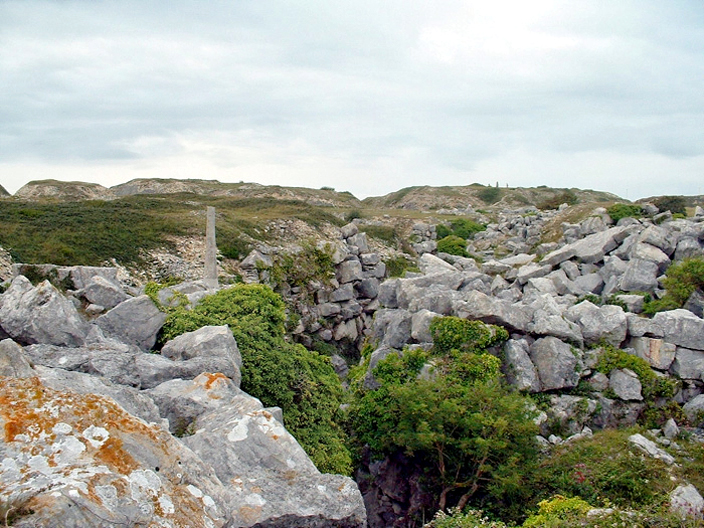
Einer der zahlreichen Steinbrüche, … 3)
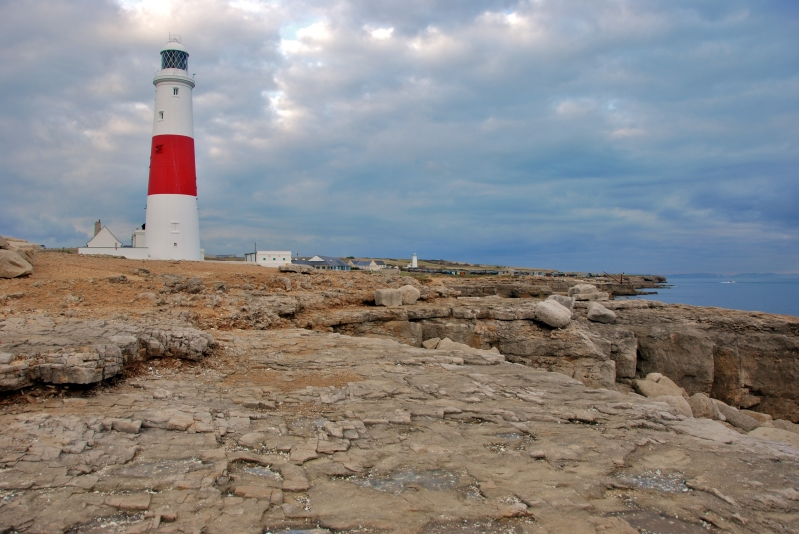
Portland Bill Lighthouse … 4)
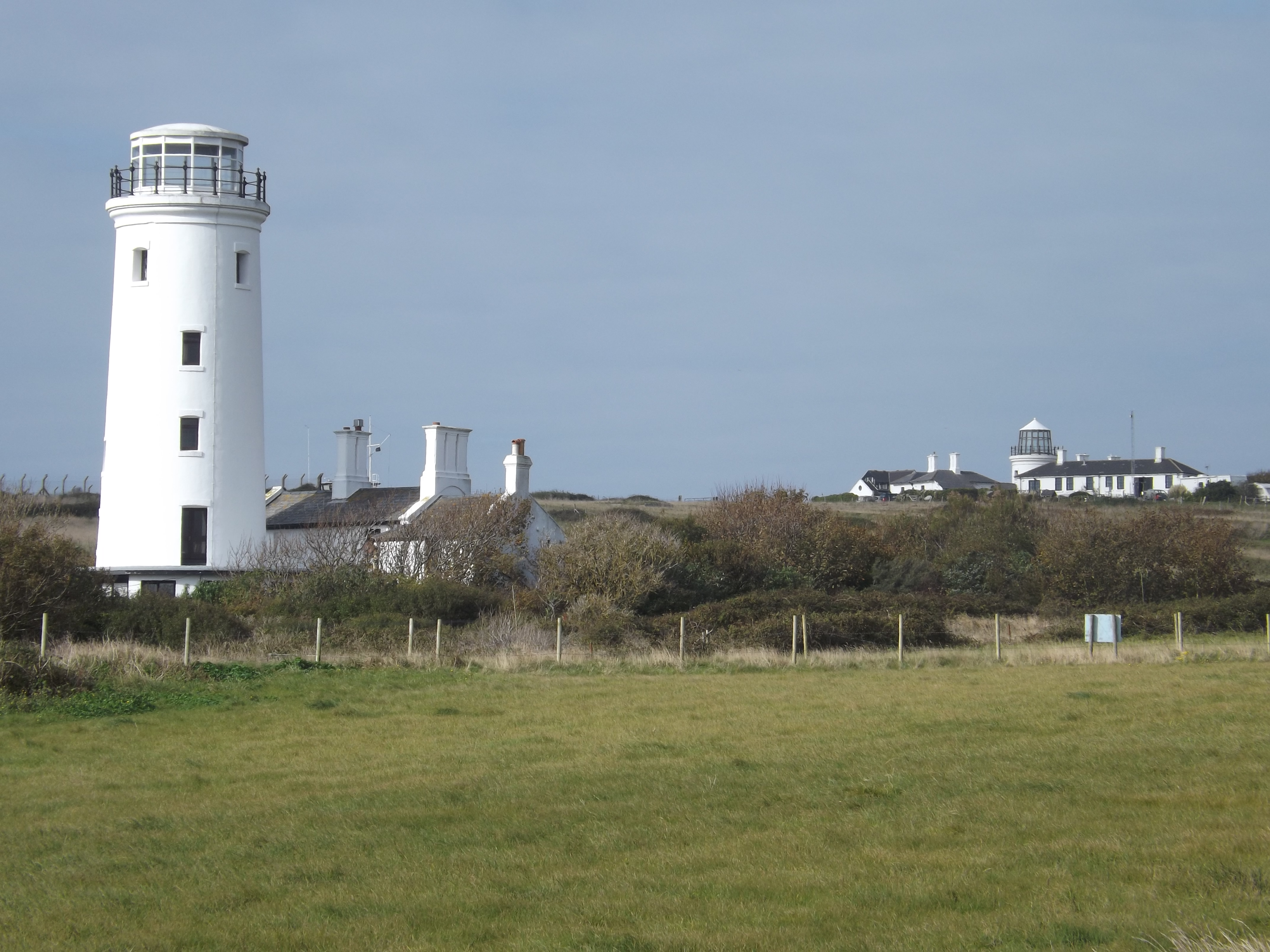
Lower Lighthouse (Unterer Turm) … 5)
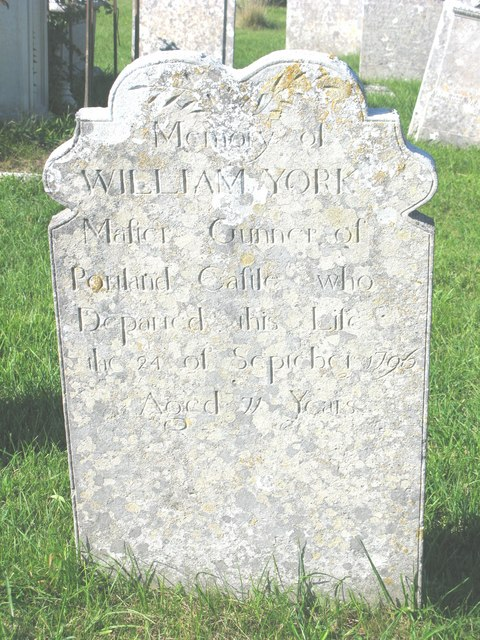
Ein Grabstein … 6)

1) … fotografiert vom Hügel über Fortuneswell, dem größten von acht Dörfern Portlands. Auf der rechten Seite Portland Harbour.

2) … gesehen von Abbotsbury Castle, einer Hügelfestung aus der Eisenzeit. Sie liegt in nordwestlicher Richtung etwa 18 Kilometer vom Hafen entfernt.

3) … die offengelassen wurden. Dieser wurde nach dem Ende des Abbaus zu einem vielbesuchten Skulpturenpark.

4) … ersetzte ab dem Jahr 1906 die in zwei Türmen untergebrachten Leuchtfeuer.

5) … und Higher Lighthouse (Oberer Turm, im Hintergrund) – Vorgängerbauten des heutigen Leuchtturms. Im Unteren Turm ist seit 1961 das Vogelbeobachtungszentrum untergebracht.

6) … aus oolithischem Kalkstein mit seiner typischen, kugelförmigen Struktur. Hier am Grab des 1796 verstorbenen ehemaligen Oberkanoniers von Portland Castle, William York, auf dem Kirchhof von St. Georges.